# Синдий, Вячеслав Юрьевич
Вячесла́в Ю́рьевич Синди́й (укр. Вячеслав Юрійович Сіндій; 22 сентября 1996 — 5 апреля 2022, Великая Новосёлка) — украинский военный лётчик, капитан, участник российско-украинской войны. Герой Украины (23 августа 2022, посмертно).

## Биография
Служил в составе 12-й отдельной бригады армейской авиации.
Во время российского вторжения в Украину 5 апреля 2022 года на вертолёте Ми-8 выполнял полёт в Мариуполь в Азовсталь (командр экипажа — майор Борис Горошко, в составе экипажа — капитан Богдан Чичура и старший лейтенант Вячеслав Синдий). Во время миссии был доставлен груз защитникам Мариуполя. В обратном направлении вертолёт летел с ранеными на борту. Однако вертолёт не долетел до линии разграничения только 4 км — по имеющейся информации сначала был прострелен его бак, а во время падения по нему ударила российская ракета. Однако подробности падения вертолёта неизвестны. Командир экипажа Борис Горошко и бортинженер Синдий погибли. Судьба штурмана Б. Чичуры остаётся неизвестной. Это был последний рейс украинских вертолётов в поддержку защитников Мариуполя.
Похоронен в Новокалиновской общине Львовской области.

## Награды
- Звание «Герой Украины» с удостоением ордена «Золотая Звезда» (23 августа 2022, посмертно) — за личное мужество и героизм, проявленные в защите государственного суверенитета и территориальной целостности Украины, верность военной присяге[3].